# Kufstein Arena
Kufstein Arena – wielofunkcyjny obiekt sportowy w miejscowości Kufstein w Austrii.
Został wybudowany w 2005 roku na miejscu dawnej hali sportowej w centrum sportowym obok rzeki Inn. W skład kompleksu Kufstein Arena wchodzą takie obiekty sportowe jak: Grenzlandstadion, otwarty basen, kryte i odkryte korty tenisowe, lodowisko, hala do gry w koszykówkę. Na obiektach Areny są organizowane wydarzenia w dziedzinie sportu, kultury i gospodarki. Nowa arena lodowa przylegająca do hali są wykorzystywana dla wielkich targów w Kufstein i Innsbruck-Rosenheim. Pojemność hali jest około 1800 widzów.
Stadion, zwany Grenzlandstadion (z niem. Stadion przygraniczny) został otwarty 13 września 1925 roku. Boisko do piłki nożnej jest pokryte murawą naturalną. Historyczny rekord frekwencji został zanotowany 20 czerwca 1946 roku, kiedy 7000 widzów oglądało porażkę 2:4 tyrolskiej drużyny przeciwko Górnej Austrii. Podobne tłumy później można było obserwować tylko podczas międzynarodowych meczów towarzyskich w 1980, kiedy Bayern Monachium gościł w Kufstein. Oficjalna pojemność została zmniejszona do około 5 000 miejsc.
Stadion został odnowiony w 1999 roku i nadal jest własnością stowarzyszenia. Jednakże kiedy w 2005 obok został otwarty nowy centrum sportowy Kufstein Arena, nazwa oficjalnie została zmieniona na Kufstein Arena. Stadion często gości reprezentacje narodowe. Tak, na Kufstein Arena, odbyły się sparingi towarzyskie w ramach przygotowań do Mistrzostw Świata juniorów 2010: 30 maja 2010 roku Korea Południowa – Białoruś (0:1) i 2 czerwca 2010 roku Serbia – Polska (0:0). Również w okresie przygotowań do Euro 2012: 28 maja 2012 Ukraina – Estonia (4:0) i 31 maja 2012 Grecja – Armenia (1:0).
Na stadionie swoje mecze domowe rozgrywa miejscowy klub FC Kufstein.